# Монлюэль (кантон)
Монлюэ́ль (фр. Montluel) — кантон во Франции, находится в регионе Рона — Альпы, департамент Эн. Входит в состав округа Бурк-ан-Брес.
Код INSEE кантона — 0120. Всего в кантон Монлюэль входят 9 коммун, из них главной коммуной является Монлюэль.

## Коммуны кантона
| Коммуна   | Население, чел | Почтовый индекс | Код INSEE |
| --------- | -------------- | --------------- | --------- |
| Балан     | 1 534          | 01360           | 01027     |
| Белиньё   | 2 594          | 01360           | 01032     |
| Брессоль  | 590            | 01360           | 01062     |
| Даньё     | 3 757          | 01120           | 01142     |
| Ла-Буас   | 2 709          | 01120           | 01049     |
| Монлюэль  | 6 454          | 01120           | 01262     |
| Ньевро    | 1 360          | 01120           | 01276     |
| Пизе      | 637            | 01120           | 01297     |
| Сент-Круа | 468            | 01120           | 01342     |

## Население
Население кантона на 1999 год составляло 20 103 человека.
| 1962  | 1968  | 1975   | 1982   | 1990   | 1999   | 2006 | 2007 |
| ----- | ----- | ------ | ------ | ------ | ------ | ---- | ---- |
| 7 756 | 9 278 | 11 949 | 14 053 | 18 016 | 20 103 | -    | -    |